# Moyenne
Moyenne [mwajɛn] (frz. moyenne ‚die Mittlere‘) ist eine Insel der Seychellen im Indischen Ozean. Sie liegt 4,5 km nördlich der Insel Mahé, auf der sich die Hauptstadt der Seychellen, Victoria, befindet. Moyenne hat eine Fläche von 0,089 km² und ist nach dem Tod des ehemaligen Besitzers nicht mehr durchgängig bewohnt. Die Insel gehört ebenso wie die übrigen Inseln des Sainte Anne Marine National Park zum Verwaltungsbezirk Mont Fleuri.

## Nutzung und Geschichte
Vor der aktuellen Nutzung wurde die Insel seit etwa 1915 bis in die 1970er Jahre nicht regelmäßig bewohnt und während der Kolonialzeit nahezu vollständig abgeholzt.
1962 erwarb sie der britische Journalist Brendon Grimshaw für etwa 8.000 bis 10.000 britische Pfund.
Nachdem er seinen Beruf als Redakteur verschiedener englischer Zeitungen in den ehemaligen britischen Kolonien in Afrika aufgegeben und seinen Wohnsitz komplett nach Moyenne verlegt hatte, begann er, die Insel mit der Hilfe des Einheimischen René Antoine Lafortune wieder aufzuforsten. In diesem Rahmen wurden auf der ehemals trockenen, nur von spärlichen Büschen bewachsenen Insel ca. 16.000 Bäume, darunter auch über 40 endemische Arten wie die Coco de Mer, angepflanzt.
Moyenne ist Teil des Sainte Anne Marine National Park und seit den 1970er Jahren ein Naturschutzgebiet.
Unter dem Namen Moyenne Island National Park ist die Insel, nach langjährigen Bestrebungen von Grimshaw und Lafortune, im Jahr 2009 in den Status eines eigenständigen Nationalparks erhoben worden – nach Stand im Jahr 2011 der kleinste eigenständige Nationalpark weltweit. Der Status der Insel als geschützter Nationalpark wird durch eine eigens gegründete Stiftung, die Moyenne Island Foundation, sichergestellt.
Parallel zum Status als Reservat wird Moyenne als nachhaltiges Touristenausflugsziel genutzt. Von einer kleinen Strandbar, der Jolly Roger Bar, und der Möglichkeit, im Meer zu schwimmen und zu schnorcheln abgesehen, stellen Fauna und Flora, sowie ein alter Piratenfriedhof die Attraktionen der Insel dar, die auf verschiedenen Pfaden erkundet werden können.
Seit Grimshaw im Jahr 2012 starb, ist die Insel nicht mehr ständig bewohnt.

## Geologie und Geografie
Moyenne Island, im Gebiet der sogenannten Inner Islands gelegen, zählt zu den Granitinseln. Sie sind Teil eines Mikrokontinents, der sich von Gondwana abgespalten hat.
Direkt benachbart liegen die Inseln Round-Island (eine ehemalige Leprakolonie, auf der ein exklusives Resort eröffnet werden soll) sowie Long Island (ehemals als Staatsgefängnis, bzw. als Quarantäneinsel genutzt).

## Klima
Klima und Wettersituation sind vergleichbar mit dem der nur 4,5 km entfernten Hauptinsel Mahé.

## Flora und Fauna
Abgesehen von der, für die Seychellen typischen Flora und Fauna ist insbesondere die Population von Seychellen-Riesenschildkröten hervorzuheben, die mit derzeit über 100 Tieren zu einer der größten zusammenhängenden Populationen der Welt gezählt wird.

## Trivia
Es hält sich das Gerücht eines auf der Insel versteckten Piratenschatzes; der „Schatz von Labuse“, der Teil der Beute des legendären französischen Korsaren La Buse sei, und der nach verschiedenen Quellen heute etwa 30 Millionen britische Pfund wert sein soll. Grimshaw selbst habe im Rahmen zweier großer und verschiedener kleinerer Grabungen viel Zeit und Energie in die Suche nach diesem Schatz investiert. Er berichtete diese Geschichte auch oftmals Touristen im Rahmen von Inselführungen, jedoch habe er die Suche nach dem Schatz vor etlichen Jahren aufgegeben.
Weiter heißt es, nicht zuletzt durch Grimshaws Erzählungen, auf der Insel spuke der Geist einer gewissen Mary Best, einer Engländerin, die um 1910 auf der Insel lebte.
René Antoine Lafortune, Adoptivsohn von Grimshaw und zeitweilig ebenfalls auf der Insel ansässig, ist 2007 einem Krebsleiden erlegen und auf Mahé bestattet.
Brendon Grimshaw verstarb im Juli 2012, im Alter von 87 Jahren, in Victoria auf der Hauptinsel Mahé.

## Galerie

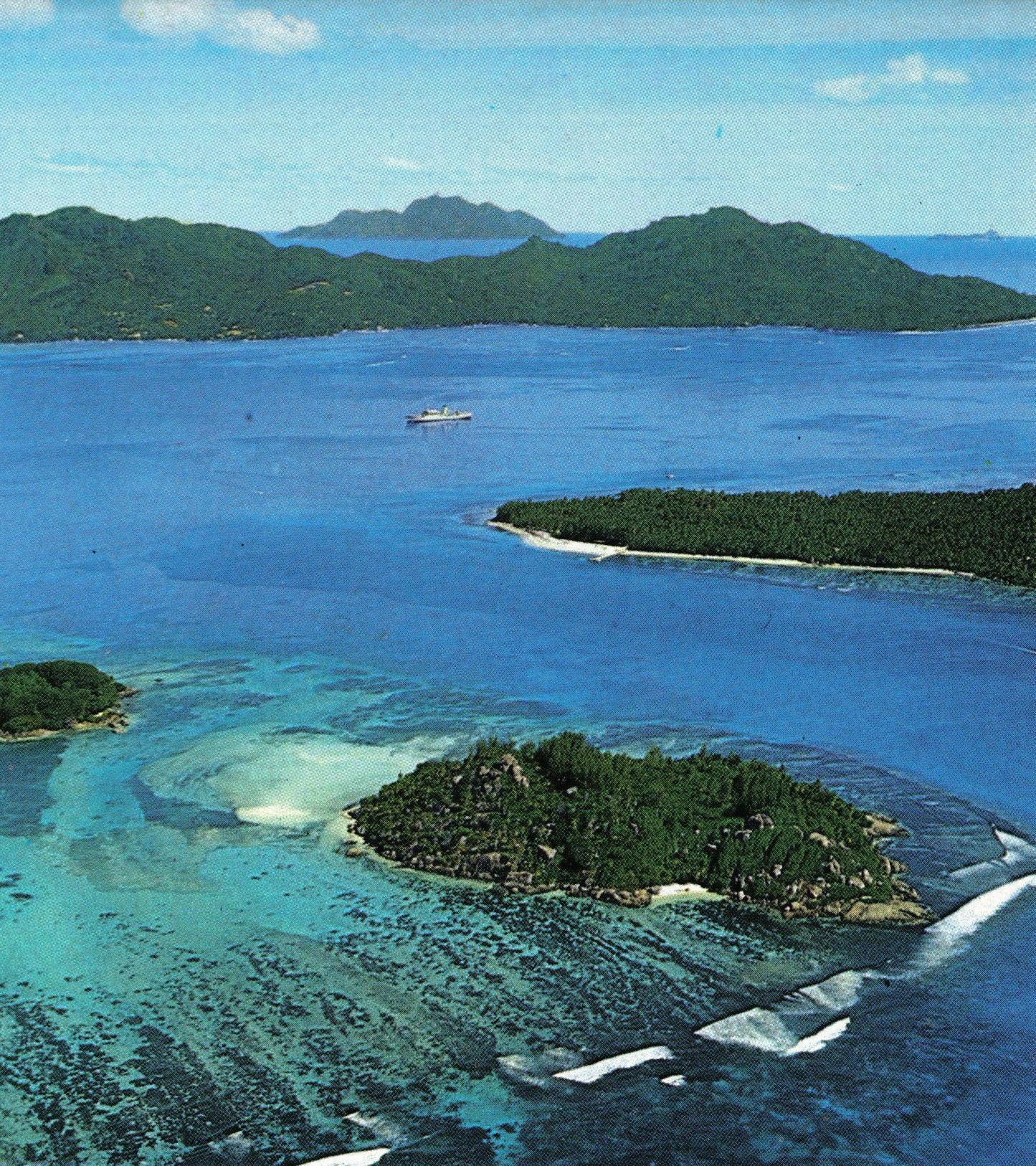
Der Sainte Anne Marine National Park
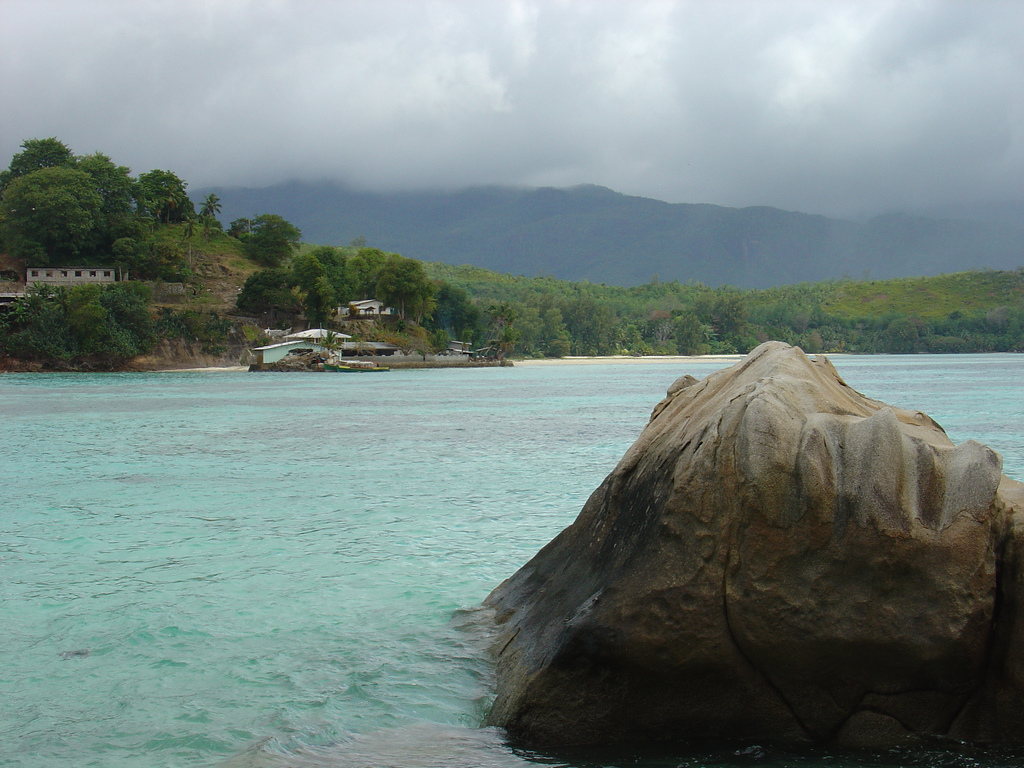
Ausblick auf die Insel Long Island